# 이나자와시
이나자와시(일본어: 稲沢市)는 일본 아이치현 북서부, 노비평야 중앙부에 있는 시이다.
식목·묘목의 산지로 일본 전역에 알려져 있고 구소부에정은 일본 제일의 은행 산지이다. 이전에는 옛 국철의 정차장이 있는 것으로도 알려졌다. 나고야시로의 접근이 편리해 주택 지역으로 최근에 발전이 눈부시고 교통편이 좋아 소니나 도요타 합성 등의 공장이 많다. 오와리 대국 영신사와 야와세 관음, 젠코지 도카이 별원은 오와리 지방에서 널리 숭배객을 모으고 있다.

## 지리
에도 시대에 미노지의 이나바주쿠가 놓인 이래 현재에 이르기까지 교통의 대동맥이 통과한다.

## 인접하는 자치체
- 아이치현
  - 이치노미야시
  - 아이사이시
  - 기요스시
  - 아마군 미와정, 지모쿠지정

- 기후현
  - 하시마시
  - 가이즈시

## 역사
- 다이카 개신(645년) 이후 오와리국의 국부가 놓였다.
- 나라 시대에는 쇼무 천황의 명으로 고쿠분지가 건립되었다. 오와리 대국 영신사가 오와리국의 총사로 정해졌다.
- 에도 시대에는 이나바촌과 오자와촌 두 마을이 좁은 가도인 미노지의 이나바주쿠를 이루었다.
- 1875년 - 이나바촌과 오자와촌이 합병해 이나자와촌이 되었고 메이지 대합병으로 정으로 승격해 이나자와정이 되었다.
- 1955년 4월 15일 - 나카시마군 이나자와정, 오사토촌, 지요다촌, 메이지촌이 합병해 새로운 이나자와정이 성립하였다.
- 1958년 11월 1일 - 아이치현의 22번째 시로 승격해 이나자와시가 되었다.
- 2005년 4월 1일 - 나카시마군 헤이와정, 소부에정을 편입하였다.

## 교통

### 철도
- 도카이 여객철도
  - 도카이도 본선
- 나고야 철도
  - 나고야 본선
  - 비사이선

### 도로
- 메이신 고속도로
- 국도 제155호선

## 인구
| 연도 | 인구    | ±%     |
| ---- | ------- | ------ |
| 1940 | 56,321  | —      |
| 1950 | 71,370  | +26.7% |
| 1960 | 79,847  | +11.9% |
| 1970 | 110,629 | +38.6% |
| 1980 | 126,023 | +13.9% |
| 1990 | 132,483 | +5.1%  |
| 2000 | 136,928 | +3.4%  |
| 2010 | 136,415 | −0.4%  |